# Delilah Pierce
Dalila Williams Pierce (Washington, 1904 – Washington, 27 de mayo de 1992) fue una pintora, comisaria de arte y educadora estadounidense de ascendencia afroamericana. Fue más conocida por su estilo fluido, entre el arte figurativo y el abstracto y por su defensa del arte afroamericano.

## Trayectoria
Pierce trabajó como educadora, artista y comisaria de arte. Después de graduarse en el Miner Teachers College y la Universidad de Howard (BS), y en el Teachers College-Universidad de Columbia (MA), Delilah obtuvo la beca Agnes-Meyer (para el estudio en Europa, Medio Oriente y África), gracias a la que viajó y fue influenciada por las culturas y paisajes de Londres, París, Holanda, Roma, Grecia, Líbano, Tierra Santa, el río Jordán, El Cairo, Etiopía, Nigeria, Ghana y Dakar. También estudió un Máster en Arte en la Universidad de Nueva York y cursó estudios de postgrado en la Universidad de Chicago y la Universidad de Pensilvania. 
La pintura de Pierce se caracterizó por el uso de colores vibrantes y un agudo sentido de la perspectiva visual. En su obra, mostró una expansión del arte tradicional del patrimonio afroamericano, inspirada por el concepto de libertad y equidad; y capturó la belleza natural y cruda del paisaje costero. Los pintores Lois Mailou Jones y Alma Thomas, ayudaron a Pierce a crear una narrativa para el arte afroamericano y para la lucha por los derechos económicos y civiles.
Pierce fue miembro de la Galería de Arte Smith-Mason de Washington, así como de la Galería Old Sculpin y la Galería Cousen Rose de Massachusetts. Trabajó en acuarelas y acrílicos y se especializó en retratos y paisajes. Como educadora impartió clases en escuelas secundarias y fue profesora de arte de la Universidad Howard. Recibió un premio de la Biblioteca Pública Martin Luther King Jr. por su liderazgo. Pierce trabajó como educadora hasta 1971, año en el que se jubiló.
En 1991, Pierce recibió el Women's Caucus for Art Lifetime Achievement Award, que otorga la ONG Women's Caucus for Art (WCA) para reconocer la labor de mujeres notables en las artes y estimular el crecimiento de las oportunidades. En abril de 1992, obtuvo un título honorario de la Universidad del Distrito de Columbia. Murió el 27 de mayo en el Washington Hospital Center, a causa de unas lesiones sufridas en una caída accidental en su casa.
Su trabajo se encuentra entre las colecciones permanentes del Museo Smithsonian de Arte Americano, la Universidad del Distrito de Columbia, la Universidad Howard, la Colección Evans-Tibbs, la Colección Barnett-Aden, la Galería de Arte Smith-Mason y el Bowie State College.

## Trabajos notables
- DC Waterfront, Maine Avenue, 1957, Museo Smithsonian de Arte Americano, Washington D. C.